# Comuna de Złotniki Kujawskie
Złotniki Kujawskie (polaco: Gmina Złotniki Kujawskie) é uma gminy (comuna) na Polónia, na voivodia de Cujávia-Pomerânia e no condado de Inowrocławski. A sede do condado é a cidade de Złotniki Kujawskie.
De acordo com os censos de 2004, a comuna tem 8953 habitantes, com uma densidade 66 hab/km².

## Área
Estende-se por uma área de 135,6 km², incluindo:
- área agrícola: 84%
- área florestal: 6%

## Demografia
Dados de 30 de Junho 2004:
|                      | Total   | Total | Mulheres | Mulheres | Homens  | Homens |
| -------------------- | ------- | ----- | -------- | -------- | ------- | ------ |
|                      | pessoas | %     | pessoas  | %        | pessoas | %      |
| População            | 8953    | 100   | 4467     | 49,9     | 4486    | 50,1   |
| Densidade (pop./km²) | 66      | 100   | 32,9     | 32,9     | 33,1    | 33,1   |

De acordo com dados de 2005, o rendimento médio per capita ascendia a 1831,24 zł.

## Subdivisões
- Będzitowo, Broniewo, Dąbrówka Kujawska, Dobrogościce, Dźwierzchno, Gniewkówiec, Jordanowo, Krężoły, Leszcze, Lisewo Kościelne, Mierzwin, Niszczewice, Palczyn, Pęchowo, Rucewko, Rucewo, Tarkowo Górne, Tuczno, Tuczno-Wieś, Złotniki Kujawskie.

## Comunas vizinhas
- Barcin, Inowrocław, Łabiszyn, Nowa Wieś Wielka, Pakość, Rojewo